# Benee
Cet article possède des paronymes, voir Bennett et Bene (homonymie).
Stella Rose Bennett, née le 30 janvier 2000 à Grey Lynn, dans la banlieue d'Auckland, plus connue sous le nom de scène de Benee (stylisé BENEE, en majuscules), anciennement Bene, est une chanteuse, autrice-compositrice-interprète néo-zélandaise.
En 2019 et 2020, elle est récompensée du single de l'année, du prix du meilleur artiste solo et du meilleur artiste pop aux New Zealand Music Awards. Benee acquiert d'abord une notoriété locale avec ses singles Glitter et Soaked, avant que son single Supalonely ne connaisse une popularité internationale en 2019, après son succès sur TikTok et YouTube. Benee sort son premier album, Hey U X, en novembre 2020.
Elle fait ses débuts en solo avec le single Tough Guy en 2017, avant de prendre de l'importance avec son single Soaked de 2018, certifié double platine en Nouvelle-Zélande. Elle sort son premier EP, Fire on Marzz en juin 2019. Son deuxième EP, Stella & Steve, sort en novembre 2019 et se place dans les classements musicaux aux États-Unis, au Canada et en France, grâce au succès international du dernier single de l'EP, Supalonely. Elle sort son troisième EP, Lychee, en mars 2022, qui se classe au 13e rang de l'Official New Zealand Music Chart.
À l'été 2023, elle interprète la chanson Do It Again lors de la cérémonie d'ouverture de la Coupe du monde féminine de football 2023.

## Biographie et carrière musicale

### 2000-2017: jeunesse et études
Stella Rose Bennett naît le 30 janvier 2000 à Grey Lynn, dans la banlieue d'Auckland,,, où elle grandit,. Elle fait partie d'une famille qui a, selon elle, toujours été très liée à la musique et ses parents lui font écouter Radiohead, Björk et Groove Armada,,. Dès l’âge de huit ans, Benee commence à prendre des cours de guitare à l’école primaire avant de choisir le saxophone. Finalement, elle abandonne la musique afin de donner la priorité au water-polo. Benee s'intéresse à l'écriture et à l'enregistrement de musique à l'âge de 17 ans, après avoir décidé qu'elle ne souhaite pas poursuivre une carrière dans le water-polo. Benee fréquente une école catholique réservée aux filles, St Mary's College d'Auckland, où la musique est obligatoire pendant quatre ans,.

### 2017-2018: débuts sur Internet, en solo
Benee commence sa carrière musicale en publiant des reprises sur SoundCloud et écrit sa propre musique au cours de sa dernière année au lycée. Après avoir abandonné, à l'âge de 18 ans, ses études en communication à l'université de technologie d'Auckland au bout de deux semaines, au cours de ce qu'elle appelle « une crise du quart de vie », elle décide de se lancer professionnellement dans le secteur de la musique. Sa musique attire l'attention de Josh Fountain, producteur et membre du groupe Leisure, avec qui elle travaille à la fois sur son premier single Tough Guy, qui sort en 2017 et sur son deuxième single, Soaked, sorti en 2018,. Elle entre pour la première fois dans sa carrière dans le classement Hottest 100 2018 de la radio australienne Triple J avec Soaked, se classant à la 58e place.

### 2018-2019: Sortie deFire on MarzzetStella & Steve
En février 2019, elle réalise la première partie de Lily Allen lors d'un spectacle à Auckland, au cours de sa tournée « No Shame ».
Début 2019, elle signe chez Republic Records. Sous le nom de scène de Bene, elle sort son premier EP Fire on Marzz le 28 juin 2019, avant d'ajouter plus tard un « e » à son pseudonyme en raison de « problèmes de prononciation » et de problèmes juridiques, le nom appartenant déjà à une chaîne de cafés. L'EP, qui est décrit par George Fenwick du New Zealand Herald comme « un disque funky et ensoleillé », atteint la 13e place de l'Official New Zealand Music Chart et la 75e place des ARIA Charts, les classements musicaux australiens. L'EP vaut également à Benee le prix du meilleur artiste solo aux New Zealand Music Awards 2019, où elle remporte par ailleurs les prix du single de l'année avec Soaked, du meilleur artiste innovant et du meilleur artiste pop.
L'EP suivant de Benee, Stella & Steve, sort le 15 novembre 2019. L'EP contient le single Supalonely, réalisé en featuring avec Gus Dapperton. Le morceau remporte un succès international en mars 2020 après un défi de danse s'appuyant sur la chanson, qui devient viral sur la plateforme de partage de vidéos en ligne TikTok,. C'est sa deuxième chanson à devenir virale sur TikTok après que Glitter a été à l'origine d'un défi similaire en décembre 2019. Benee réalise également la première partie de l'auteur-compositeur-interprète américain Conan Gray lors de neuf dates de sa tournée « Comfort Crowd » en Amérique du Nord en décembre 2019. Les singles de Benee, Glitter, Find an Island et Evil Spider sont tous présents dans le Triple J Hottest 100 de 2019, respectivement aux 19e, 25e et 51e places.

### 2020-2021: Premier album et notoriété mondiale
La première tournée nord-américaine de Benee avec le chanteur américain Remi Wolf en première partie est annulée en raison de la pandémie de Covid-19,. Le 31 janvier 2020, Benee participe à l'émission Like a Version de la chaîne jeunesse australienne Triple J, où elle reprend Mile High, du musicien britannique James Blake, en plus d'interpréter Glitter,. En juin, la chanson Supalonely enregistre plus de 250 millions d'écoutes peu avant que Benee ne fasse ses débuts à la télévision en l'interprétant dans The Tonight Show Starring Jimmy Fallon aux côtés de Gus Dapperton,. Elle interprète cette même chanson au Ellen DeGeneres Show un mois plus tard. En juillet 2020, Benee sort le single Night Garden avec le producteur américain Kenny Beats et le musicien britannique Bakar, avant de sortir le single Snail au cours des confinements liés au COVID-19 en août 2020. En juillet, elle est annoncée comme artiste Up Next d'Apple Music pour le mois de juillet, devenant ainsi la première artiste néo-zélandaise à porter ce titre.
Benee figure sur le morceau Afterthought du deuxième album studio du musicien nippo-australien Joji, Nectar, sorti en 2020. En octobre 2020, Benee est nommée pour le prix du meilleur nouvel artiste lors de la 46e cérémonie des People's Choice Awards. Elle interprète Supalonely dans le talk-show américain Late Night with Seth Meyers en octobre 2020. En octobre 2020, elle se lance dans une tournée en tête d'affiche en Nouvelle-Zélande et crée son propre label, qu'elle nomme Olive, signant le musicien de reggae Muroki, originaire de Raglan, comme premier artiste. Le 15 octobre 2020, Benee annonce son premier album, Hey U X, déclarant qu'il différera musicalement de ses performances précédentes ; il sort finalement le 13 novembre. Fin octobre 2020, elle sort le single Plain avec Lily Allen et Flo Milli, peu de temps avant de remporter l'APRA Silver Scroll Award (en) 2020 pour la chanson Glitter. Elle remporte également le prix du meilleur acte néo-zélandais aux MTV Europe Music Awards 2020, où elle a également été nommée pour la meilleure performance et le prix de la meilleure artiste novatrice. Le 13 novembre 2020 sort son album Hey U X ainsi qu'un clip du morceau Kool, qui constitue son quatrième single. Elle remporte ensuite la récompense pour le single de l'année, Supalonely, le prix de la meilleure artiste solo et de la meilleure artiste pop pour la deuxième année consécutive aux New Zealand Music Awards 2020. Peu de temps après, son manager depuis quatre ans, Paul McKessar, rend son trophée du Manager de l'année après des accusations d'inconduite sexuelle. Elle annonce puis reprogramme une tournée régionale à Aotearoa, le nom maori de la Nouvelle-Zélande, de 2021 à 2022. En 2022, elle annonce sa première tournée mondiale.

### 2022-2023

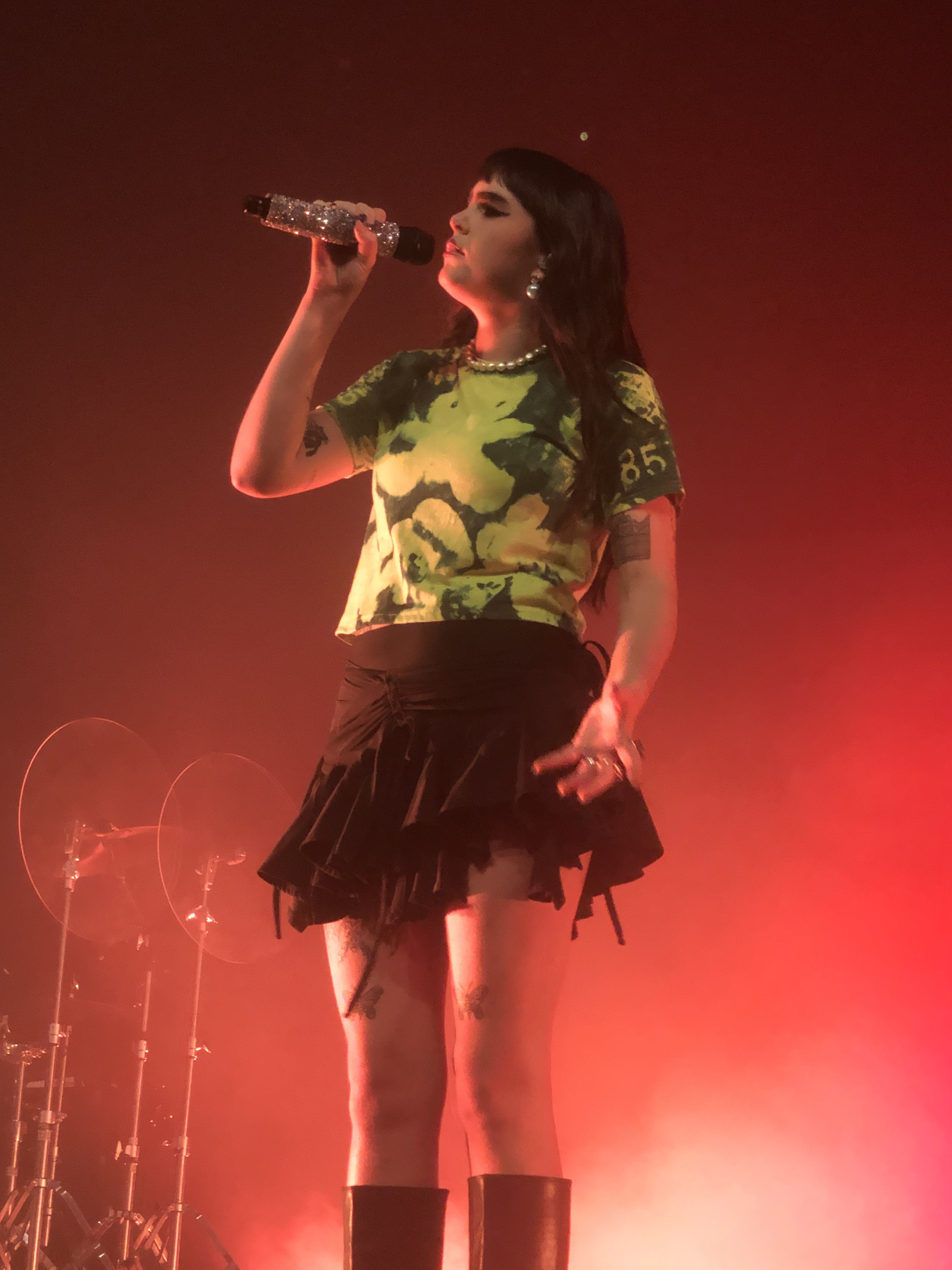
Benee en concert à Sydney en avril 2022.

Le 4 février 2022, Benee annonce la sortie de son EP Lychee et sort le deuxième single Beach Boy, qu'elle tease d'abord sur son serveur Discord officiel le 25 janvier 2022. Le 25 mars 2022, elle apparaît à nouveau dans l'émission Like a Version de Triple J, où elle reprend la chanson de la chanteuse américaine Ariana Grande God Is a Woman, ainsi que sa propre chanson Never Ending.
Elle se produit au 22e festival de Coachella en avril 2023,.
En mai 2023, elle sort le single Bagels. Créé en partenariat avec l'association de protection des enfants Youthline et Josh Fountain, la chanson est conçue pour « détendre le système nerveux, modifier l'activité cérébrale et soulager les sentiments d'anxiété ».
En juin, elle sort une chanson avec l'artiste australienne Mallrat intitulée Do It Again, qui devient l'hymne officiel de la Coupe du monde féminine de football 2023. Les deux artistes interprètent cette chanson en direct lors de la cérémonie d'ouverture de la compétition, le 20 juillet 2023.

### 2024: nouvelles chansons et passage par le cinéma
Après avoir passé sa jeunesse en Nouvelle-Zélande, Benee habite à Los Angeles.
À partir de l'été 2024, elle assure la première partie du groupe de rock américain Wallows lors de sa tournée « Model Tour » en Amérique du Nord. Le 5 septembre 2024, Benee sort la chanson Sad Boiii, son premier morceau depuis 2023. Début novembre 2024, elle sort un autre morceau, intitulé Animal.
En octobre 2024, elle assure à nouveau des premières parties, cette fois lors de la tournée « GUTS Tour » d'Olivia Rodrigo, où elle participe à plusieurs concerts en Australie,.
Au même moment, Stella Bennett apparaît à l'affiche de Head South, un film néo-zélandais réalisé par Jonathan Ogilvie. Prenant place à Christchurch, il met en scène un jeune homme dont le projet est de monter un groupe de musique. Benee y incarne l'un des personnages secondaires les plus importants : une jeune vendeuse en pharmacie qui se lie d'amitié avec le personnage principal et l'aide à atteindre son objectif. Selon The Press, « c'est Bennett qui vole la vedette, transformant la traditionnelle « meilleure amie » en un personnage complexe – et doté de beaucoup d'audace et de charisme ».

### 2025: deuxième album et première partie de Tate McRae
Benee prévoit de sortir en 2025 un nouvel album studio, qui serait son deuxième après Hey U X en 2020. Elle assure également la première partie de certaines dates de la tournée mondiale de la chanteuse canadienne Tate McRae, « Miss Possessive Tour ». Elle réalise la première partie de 25 dates de concert se déroulant en Europe, notamment à l'Accor Arena de Paris.
Elle interprète également Zero to Hero, une chanson de la bande originale du film Minecraft, le film, sorti en avril 2025. Celle-ci est écrite par Bret McKenzie.

## Vie privée
Dans une interview pour le New Zealand Herald, Benee révèle souffrir de dyslexie. Elle raconte qu'elle a eu du mal à apprendre à écrire à l'école, étant particulièrement en difficulté avec la grammaire. Elle trouve que l'écriture de chansons est un exutoire créatif car les chansons n'ont pas besoin d'être grammaticalement correctes.
Après avoir vécu toute sa jeunesse en Nouvelle-Zélande, elle déménage et s'installe à Los Angeles. Elle est en couple avec Keith Herron, styliste et entrepreneur américain, créateur de la marque de mode Advisry.

## Discographie

### Albums studios
- 2020 : Hey U X, disque d'or en Nouvelle-Zélande

### EP
- 2019 : Fire on Marzz, disque de platine en Nouvelle-Zélande
- 2019 : Stella & Steve, disque d'or en Nouvelle-Zélande
- 2022 : Lychee

## Tournées

### Tête d'affiche
- 2019 : Tournée sur la côte est australienne
- 2020 : Tournée en Nouvelle-Zélande
- 2022 : Tournée « Aotearoa » en Nouvelle-Zélande (reprogrammée)
- 2022 : « World Tour »

### Première partie
- 2019 : Lily Allen, « No Shame Tour » (un concert)
- 2019 : Conan Gray « Comfort Crowd Tour » (neuf concerts)
- 2024 : Wallows, « Model Tour »[58]
- 2024 : Olivia Rodrigo, « GUTS Tour » (quelques concerts)
- 2025 : Tate McRae, « Miss Possessive Tour » (25 concerts)

## Filmographie
- 2024 : Head South de Jonathan Ogilvie : Kirsten